# Подвільче
Подвільче (пол. Podwilcze) — село в Польщі, у гміні Білоґард Білоґардського повіту Західнопоморського воєводства.
Населення — 615 осіб (2011).
У 1975-1998 роках село належало до Кошалінського воєводства.

## Демографія
Демографічна структура станом на 31 березня 2011 року:
|          | Загалом | Допрацездатний вік | Працездатний вік | Постпрацездатний вік |
| -------- | ------- | ------------------ | ---------------- | -------------------- |
| Чоловіки | 331     | 55                 | 238              | 38                   |
| Жінки    | 284     | 49                 | 176              | 59                   |
| Разом    | 615     | 104                | 414              | 97                   |